# Pallanuoto ai XVI Giochi panamericani
Il XVI torneo panamericano di pallanuoto si è svolto all'interno dei Giochi panamericani 2011 ospitati da Guadalajara. Le gare si sono disputate complessivamente tra il 23 ed il 29 ottobre negli impianti dello Scotiabank Aquatics Center della città messicana.
Hanno partecipato alla competizione otto squadre per il torneo maschile e otto per quello femminile, giunto alla sua quarta edizione. La formula è stata la stessa della precedente edizione: sono stati disputati due gironi preliminari al termine dei quali le prime due classificate hanno avuto accesso alle semifinali, mentre le altre hanno affrontato le gare di classificazione.
Per la terza edizione consecutiva gli Stati Uniti si sono imposti sia in campo maschile che femminile. Il torneo è servito anche come qualificazione per i Giochi di Londra 2012. Le squadre statunitensi, infatti, si sono qualificate direttamente per l'Olimpiade, mentre quelle classificate dal secondo al quarto posto sono state ammesse ai preolimpici mondiali.

## Torneo maschile

### Fase preliminare

#### Gruppo A
|  | Squadra  | Pti | G | V | P | S | GF | GS | Diff |
|  | -------- | --- | - | - | - | - | -- | -- | ---- |
|  | Canada   | 6   | 3 | 3 | 0 | 0 | 46 | 21 | +25  |
|  | Cuba     | 4   | 3 | 2 | 0 | 1 | 30 | 33 | -3   |
|  | Messico  | 2   | 3 | 1 | 0 | 2 | 24 | 35 | -11  |
|  | Colombia | 0   | 3 | 0 | 0 | 3 | 29 | 40 | -11  |

| Data       | Ora   | Partita  | Partita | Partita  |
| ---------- | ----- | -------- | ------- | -------- |
| 23 ottobre | 15:40 | Canada   | 16 - 4  | Messico  |
| 23 ottobre | 18:00 | Colombia | 11 - 12 | Cuba     |
| 24 ottobre | 14:30 | Colombia | 11 - 13 | Messico  |
| 24 ottobre | 16:50 | Canada   | 15 - 10 | Cuba     |
| 25 ottobre | 15:40 | Canada   | 15 - 7  | Colombia |
| 25 ottobre | 18:00 | Messico  | 7 -8    | Cuba     |

#### Gruppo B
|  | Squadra     | Pti | G | V | P | S | GF | GS | Diff |
|  | ----------- | --- | - | - | - | - | -- | -- | ---- |
|  | Stati Uniti | 6   | 3 | 3 | 0 | 0 | 37 | 15 | +22  |
|  | Brasile     | 4   | 3 | 2 | 0 | 1 | 34 | 26 | +8   |
|  | Argentina   | 2   | 3 | 1 | 0 | 2 | 23 | 30 | -7   |
|  | Venezuela   | 0   | 3 | 0 | 0 | 3 | 20 | 43 | -23  |

| Data       | Ora   | Partita     | Partita | Partita   |
| ---------- | ----- | ----------- | ------- | --------- |
| 23 ottobre | 14:30 | Stati Uniti | 16 -3   | Venezuela |
| 23 ottobre | 16:50 | Argentina   | 8 - 10  | Brasile   |
| 24 ottobre | 15:40 | Stati Uniti | 8 - 5   | Brasile   |
| 24 ottobre | 18:00 | Argentina   | 8 - 7   | Venezuela |
| 25 ottobre | 14:30 | Stati Uniti | 13 - 7  | Argentina |
| 25 ottobre | 16:50 | Venezuela   | 10 - 19 | Brasile   |

### Fase finale

#### Tabellone 1º - 4º posto
|  | Semifinali  | Semifinali  | Semifinali  |             |        | Finale 1º posto | Finale 1º posto | Finale 1º posto |  |
|  |             |             |             |             |        |                 |                 |                 |  |
|  | Canada      | Canada      | 8           |             |        |                 |                 |                 |  |
|  | Canada      | Canada      | 8           |             |        |                 |                 |                 |  |
|  | Brasile     | Brasile     | 6           |             |        |                 |                 |                 |  |
|  | Brasile     | Brasile     | 6           |             | Canada | Canada          | 3               |                 |  |
|  |             |             |             |             | Canada | Canada          | 3               |                 |  |
|  |             |             | Stati Uniti | Stati Uniti | 7      |                 |                 |                 |  |
|  | Stati Uniti | Stati Uniti | Stati Uniti | Stati Uniti | 7      | 12              |                 |                 |  |
|  | Stati Uniti | Stati Uniti |             |             |        | 12              |                 |                 |  |
|  | Cuba        | Cuba        | 2           |             |        | Finale 3º posto | Finale 3º posto | Finale 3º posto |  |
|  | Cuba        | Cuba        | 2           |             |        |                 |                 |                 |  |
|  |             |             |             |             |        |                 |                 |                 |  |
|  |             |             |             |             |        | Brasile         | Brasile         | 14              |  |
|  |             |             |             |             |        | Brasile         | Brasile         | 14              |  |
|  |             |             |             |             |        | Cuba            | Cuba            | 7               |  |

#### Tabellone 5º - 8º posto
|  | Semifinali | Semifinali | Semifinali |           |         | Finale 5º posto | Finale 5º posto | Finale 5º posto |  |
|  |            |            |            |           |         |                 |                 |                 |  |
|  | Messico    | Messico    | 7          |           |         |                 |                 |                 |  |
|  | Messico    | Messico    | 7          |           |         |                 |                 |                 |  |
|  | Venezuela  | Venezuela  | 5          |           |         |                 |                 |                 |  |
|  | Venezuela  | Venezuela  | 5          |           | Messico | Messico         | 10              |                 |  |
|  |            |            |            |           | Messico | Messico         | 10              |                 |  |
|  |            |            | Argentina  | Argentina | 12      |                 |                 |                 |  |
|  | Argentina  | Argentina  | Argentina  | Argentina | 12      | 10              |                 |                 |  |
|  | Argentina  | Argentina  |            |           |         | 10              |                 |                 |  |
|  | Colombia   | Colombia   | 9          |           |         | Finale 7º posto | Finale 7º posto | Finale 7º posto |  |
|  | Colombia   | Colombia   | 9          |           |         |                 |                 |                 |  |
|  |            |            |            |           |         |                 |                 |                 |  |
|  |            |            |            |           |         | Venezuela       | Venezuela       | 9               |  |
|  |            |            |            |           |         | Venezuela       | Venezuela       | 9               |  |
|  |            |            |            |           |         | Colombia        | Colombia        | 11              |  |

#### Semifinali
| Arbitri: | Stampalija (CRO) Bohm (AHO) |

|           |           |            |
| 3: Powers | Marcatori | 2: Jimenez |

| Arbitri: | Arnoldo (VEN) Moller (ARG) |

|           |           |             |
| 3: Graham | Marcatori | 2: Crivella |

- 5º-8º posto

| Arbitri: | Menendez (CUB) Maretzki (USA) |

|               |           |                                |
| 3: Carabantes | Marcatori | 2: Idarraga, Lizarazo, Giraldo |

| Arbitri: | Redding (USA) Del Valle (PUR) |

|                   |           |            |
| 2: Serrano, Ponce | Marcatori | 2: Rodulfo |

#### Finali
- 7º posto

| Arbitri: | Redding (USA) Dester (POR) |

|              |           |             |
| 3: Fernandez | Marcatori | 3: Bejarano |

- 5º posto

| Arbitri: | Dykman (CAN) Arnoldo (VEN) |

|           |           |              |
| 6: Pulido | Marcatori | 5: Echenique |

- Finale per il Bronzo

| Arbitri: | Valcarce (ARG) Bohm (AHO) |

|          |           |          |
| 3: Rocha | Marcatori | 4: Rivas |

- Finale per l'Oro

| Arbitri: | Stampalija (CRO) Werner (BRA) |

|           |           |            |
| 2: Graham | Marcatori | 3: Azevedo |

### Classifica finale
| Pos.    | Squadra     |
| ------- | ----------- |
| Oro     | Stati Uniti |
| Argento | Canada      |
| Bronzo  | Brasile     |
| 4       | Cuba        |
| 5       | Argentina   |
| 6       | Messico     |
| 7       | Colombia    |
| 8       | Venezuela   |

## Torneo femminile

### Fase preliminare

#### Gruppo A
|  | Squadra   | Pti | G | V | P | S | GF | GS | Diff |
|  | --------- | --- | - | - | - | - | -- | -- | ---- |
|  | Canada    | 6   | 3 | 3 | 0 | 0 | 54 | 15 | +39  |
|  | Brasile   | 4   | 3 | 1 | 0 | 1 | 22 | 21 | +1   |
|  | Messico   | 2   | 3 | 1 | 0 | 2 | 31 | 33 | -2   |
|  | Venezuela | 0   | 3 | 0 | 0 | 3 | 12 | 50 | -38  |

| Data       | Ora   | Partita   | Partita | Partita   |
| ---------- | ----- | --------- | ------- | --------- |
| 23 ottobre | 09:40 | Brasile   | 8 - 5   | Messico   |
| 23 ottobre | 12:00 | Venezuela | 2 - 23  | Canada    |
| 24 ottobre | 08:30 | Venezuela | 7 - 17  | Messico   |
| 24 ottobre | 10:50 | Brasile   | 4 -13   | Canada    |
| 25 ottobre | 09:40 | Brasile   | 10 - 3  | Venezuela |
| 25 ottobre | 12:00 | Messico   | 9 - 18  | Canada    |

#### Gruppo B
|  | Squadra     | Pti | G | V | P | S | GF | GS | Diff |
|  | ----------- | --- | - | - | - | - | -- | -- | ---- |
|  | Stati Uniti | 6   | 3 | 3 | 0 | 0 | 63 | 7  | +56  |
|  | Cuba        | 4   | 3 | 2 | 0 | 1 | 22 | 36 | -14  |
|  | Porto Rico  | 2   | 3 | 1 | 0 | 2 | 28 | 43 | -15  |
|  | Argentina   | 0   | 3 | 0 | 0 | 3 | 11 | 38 | -27  |

| Data       | Ora   | Partita     | Partita | Partita     |
| ---------- | ----- | ----------- | ------- | ----------- |
| 23 ottobre | 08:30 | Argentina   | 0 - 20  | Stati Uniti |
| 23 ottobre | 10:50 | Porto Rico  | 12 - 13 | Cuba        |
| 24 ottobre | 09:40 | Argentina   | 5 - 6   | Cuba        |
| 24 ottobre | 12:00 | Porto Rico  | 4 - 24  | Stati Uniti |
| 25 ottobre | 08:30 | Argentina   | 6 - 12  | Porto Rico  |
| 25 ottobre | 10:50 | Stati Uniti | 19 - 3  | Cuba        |

### Fase finale

#### Tabellone 1º - 4º posto
|  | Semifinali  | Semifinali  | Semifinali  |             |        | Finale 1º posto | Finale 1º posto | Finale 1º posto |  |
|  |             |             |             |             |        |                 |                 |                 |  |
|  | Canada      | Canada      | 15          |             |        |                 |                 |                 |  |
|  | Canada      | Canada      | 15          |             |        |                 |                 |                 |  |
|  | Cuba        | Cuba        | 9           |             |        |                 |                 |                 |  |
|  | Cuba        | Cuba        | 9           |             | Canada | Canada          | 26              |                 |  |
|  |             |             |             |             | Canada | Canada          | 26              |                 |  |
|  |             |             | Stati Uniti | Stati Uniti | 27     |                 |                 |                 |  |
|  | Stati Uniti | Stati Uniti | Stati Uniti | Stati Uniti | 27     | 13              |                 |                 |  |
|  | Stati Uniti | Stati Uniti |             |             |        | 13              |                 |                 |  |
|  | Brasile     | Brasile     | 1           |             |        | Finale 3º posto | Finale 3º posto | Finale 3º posto |  |
|  | Brasile     | Brasile     | 1           |             |        |                 |                 |                 |  |
|  |             |             |             |             |        |                 |                 |                 |  |
|  |             |             |             |             |        | Cuba            | Cuba            | 8               |  |
|  |             |             |             |             |        | Cuba            | Cuba            | 8               |  |
|  |             |             |             |             |        | Brasile         | Brasile         | 9               |  |

#### Tabellone 5º - 8º posto
|  | Semifinali | Semifinali | Semifinali |            |         | Finale 5º posto | Finale 5º posto | Finale 5º posto |  |
|  |            |            |            |            |         |                 |                 |                 |  |
|  | Messico    | Messico    | 11         |            |         |                 |                 |                 |  |
|  | Messico    | Messico    | 11         |            |         |                 |                 |                 |  |
|  | Argentina  | Argentina  | 9          |            |         |                 |                 |                 |  |
|  | Argentina  | Argentina  | 9          |            | Messico | Messico         | 13              |                 |  |
|  |            |            |            |            | Messico | Messico         | 13              |                 |  |
|  |            |            | Porto Rico | Porto Rico | 15      |                 |                 |                 |  |
|  | Porto Rico | Porto Rico | Porto Rico | Porto Rico | 15      | 11              |                 |                 |  |
|  | Porto Rico | Porto Rico |            |            |         | 11              |                 |                 |  |
|  | Venezuela  | Venezuela  | 6          |            |         | Finale 7º posto | Finale 7º posto | Finale 7º posto |  |
|  | Venezuela  | Venezuela  | 6          |            |         |                 |                 |                 |  |
|  |            |            |            |            |         |                 |                 |                 |  |
|  |            |            |            |            |         | Argentina       | Argentina       | 8               |  |
|  |            |            |            |            |         | Argentina       | Argentina       | 8               |  |
|  |            |            |            |            |         | Venezuela       | Venezuela       | 6               |  |

#### Semifinali
| Arbitri: | Paredes (VEN) Stampalija (CRO) |

|              |           |            |
| 5: Mathewson | Marcatori | 1: Canetti |

| Arbitri: | Valcarce (ARG) Bohm (AHO) |

|         |           |              |
| 4: Radu | Marcatori | 6: Hernandez |

- 5º-8º posto

| Arbitri: | Madera (CUB) Dykman (CAN) |

|                  |           |                 |
| 3: Medina, Ortiz | Marcatori | 1: 6 giocatrici |

| Arbitri: | Maretzki (USA) Dester (BRA) |

|           |           |           |
| 3: Campos | Marcatori | 3: Ledoux |

#### Finali
- 7º posto

| Arbitri: | Maretzki (USA) Lopez (COL) |

|                |           |              |
| 3: De Virgilio | Marcatori | 3: Carangelo |

- 5º posto

| Arbitri: | Werner (BRA) Burt (CAN) |

|           |           |           |
| 3: Orozco | Marcatori | 5: Medina |

- Finale per il Bronzo

| Guadalajara 28 ottobre 2011, ore 15:30 | Cuba                    | 8 – 9 (1-2, 2-1, 3-4, 2-2) referto | Brasile | Scotiabank Aquatics Center\| Arbitri: \| Bohm (AHO) Moller (ARG) \| |
| Arbitri:                               | Bohm (AHO) Moller (ARG) |                                    |         |                                                                     |

- Finale per l'Oro

| Arbitri: | Stampalija (CRO) Menendez (CUB) |

|           |           |                  |
| 5: Csikos | Marcatori | 2: Wenger, Craig |

### Classifica finale
| Pos.    | Squadra     |
| ------- | ----------- |
| Oro     | Stati Uniti |
| Argento | Canada      |
| Bronzo  | Brasile     |
| 4       | Cuba        |
| 5       | Porto Rico  |
| 6       | Messico     |
| 7       | Argentina   |
| 8       | Venezuela   |